# Język prabałtycki
Język prabałtycki – rekonstruowany prajęzyk, hipotetyczny przodek języków bałtyckich. 
Zrekonstruowany za pomocą metody porównawczej. Reprezentuje mowę bałtycką używaną od III tysiąclecia p.n.e. do 5 wieku p.n.e., po czym zaczęła się rozdzielać na języki wschodniobałtyckie i zachodniobałtyckie. Język prabałtycki używał szyku zdań SOV.

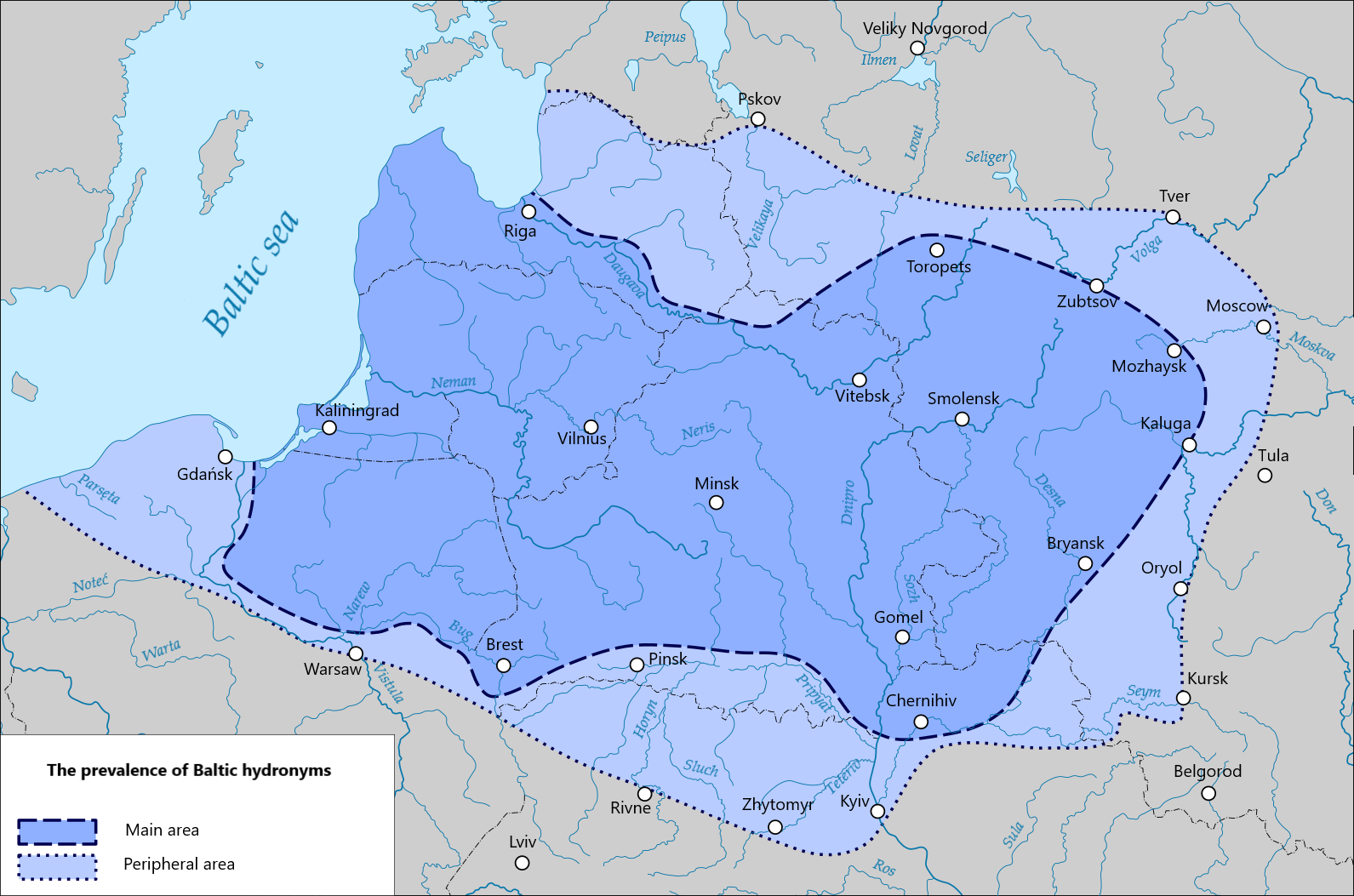
Przypuszczalny zasięg języka prabałtyckiego.